# Patinoire Albert-Ier
La patinoire Albert-Ier est le nom de la patinoire provisoire de Reims en Champagne-Ardenne. Elle a été inaugurée en 2015 et est amenée à remplacer la patinoire Bocquaine détruite en 2014.

## Description
La patinoire Albert-Ier est située sur le boulevard Albert-Ier (de Belgique) qui lui a donné son nom. 
Elle est inaugurée en 2015 et offre une piste de glace de 56 mètres de long sur 26 mètres de large. Sa capacité d’accueil est de 600 places assises.
La ville de Reims dispose également depuis 1992 de la patinoire Barot située avenue François-Mauriac près de l'hippodrome de la Champagne. Cette seconde patinoire a les mêmes dimensions que la patinoire Bocquaine mais ne dispose pas de gradins.

## Clubs résidents
La patinoire accueille un club de la ville :
- Club de patinage artistique de Reims (CPAR) pour le patinage artistique. Laurent Depouilly entraîne au CPAR de 1986 à 1992.